# Alexander Kellas
Alexander Mitchell Kellas (Aberdeen, 21 giugno 1868 – Kampa Dzong, 5 giugno 1921) è stato un alpinista e fisiologo scozzese.
Conosciuto per i suoi studi di fisiologia in alta quota, esplorò e scalò diverse cime in Himalaya; partecipò alla prima spedizione britannica all'Everest, durante la quale trovò la morte.

## Biografia
Alexander Mitchell Kellas nacque ad Aberdeen nel 1868, secondo di nove figli, da James Fowler Kellas, dirigente di una compagnia di navigazione, e da Mary Boyd Mitchell. Dopo aver studiato alla Heriot-Watt University di Edimburgo si spostò a Londra, dove divenne assistente di William Ramsay all'University College. Successivamente ottenne nel 1897 il dottorato di ricerca all'Università di Heidelberg e fu nominato docente di chimica al Middlesex Hospital di Londra, ruolo che ricoprì fino al 1919.
La sua carriera alpinistica cominciò sui monti Grampiani, per estendersi in seguito in Galles e in Europa. A partire dal 1907 Kellas cominciò ad esplorare i monti dell'Himalaya; effettuò altre spedizioni nella zona in quasi tutti gli anni successivi fino al 1914. Nel 1911 raggiunse le cime del Pauhunri (7126 m) e del Chomiomo (6830 m); in questa e in altre occasioni fu colpito dalla forza e dalla resistenza alle alte quote dei suoi portatori di etnia sherpa, arrivando ad esaltarne l'abilità e a proporre il loro servizio per le spedizioni himalayane.
La solida formazione scientifica e la grande esperienza alpinistica fecero in breve di Kellas una delle massime autorità in materia di adattamento umano alle alte quote; allo scopo cominciò a studiare la reazione fisiologica di individui esposti ripetutamente a basse pressioni in una camera ipobarica. Nel 1916 scrisse per la Royal Geographical Society un articolo in cui analizzava la possibilità di raggiungere le più alte vette dell'Himalaya. In un successivo manoscritto, che non riuscì a pubblicare in vita, approfondì i suoi studi, arrivando alla conclusione che un uomo fisicamente dotato e ben allenato fosse in grado di salire l'Everest senza l'aiuto di ossigeno. In questa previsione anticipò di 58 anni l'impresa compiuta da Reinhold Messner e Peter Habeler nel 1978.
Dopo la fine della prima guerra mondiale, Kellas riprese ad esplorare l'Himalaya con un nuovo compagno, Henry Morshead. Nella primavera del 1921, mentre si trovava a Darjeeling, fu invitato a partecipare alla prima spedizione britannica all'Everest. Durante il viaggio verso la montagna si ammalò e morì nei pressi del villaggio di Kampa Dzong, in Tibet.